# Striden om Arktis
Striden om Arktis är en bok i serien av Clive Cussler och Dirk Cussler om den amerikanske marinbiologen Dirk Pitt.